# Nu Capricorni
Désignations
Nu Capricorni (ν Cap), également nommée Alshat, est une étoile de la constellation du Capricorne. Elle est à 6,6 degrés au nord de l'écliptique[réf. nécessaire] et est donc occultée par la Lune. Le système est situé à environ 253 années-lumière du Soleil.

## Nomenclature
ν Capricorni, latinisé Nu Capricorni, est la désignation de Bayer de l'étoile. Elle porte également la désignation de Flamsteed de 8 Capricorni
Alshat est le nom propre aujourd’hui approuvé pour Nu Carpricorni par l’Union astronomique internationale (UAI). En 2016, l'UAI a organisé un groupe de travail sur les noms d'étoiles afin de répertorier et de normaliser les noms propres pour les étoiles. Le groupe de travail a décidé d'attribuer des noms propres aux étoiles individuelles plutôt qu'aux systèmes entiers. Il a approuvé le nom Alshat pour la composante Nu Capricorni A le 30 juin 2017 et il figure désormais dans la liste des noms d'étoiles approuvés par l'UAI. 

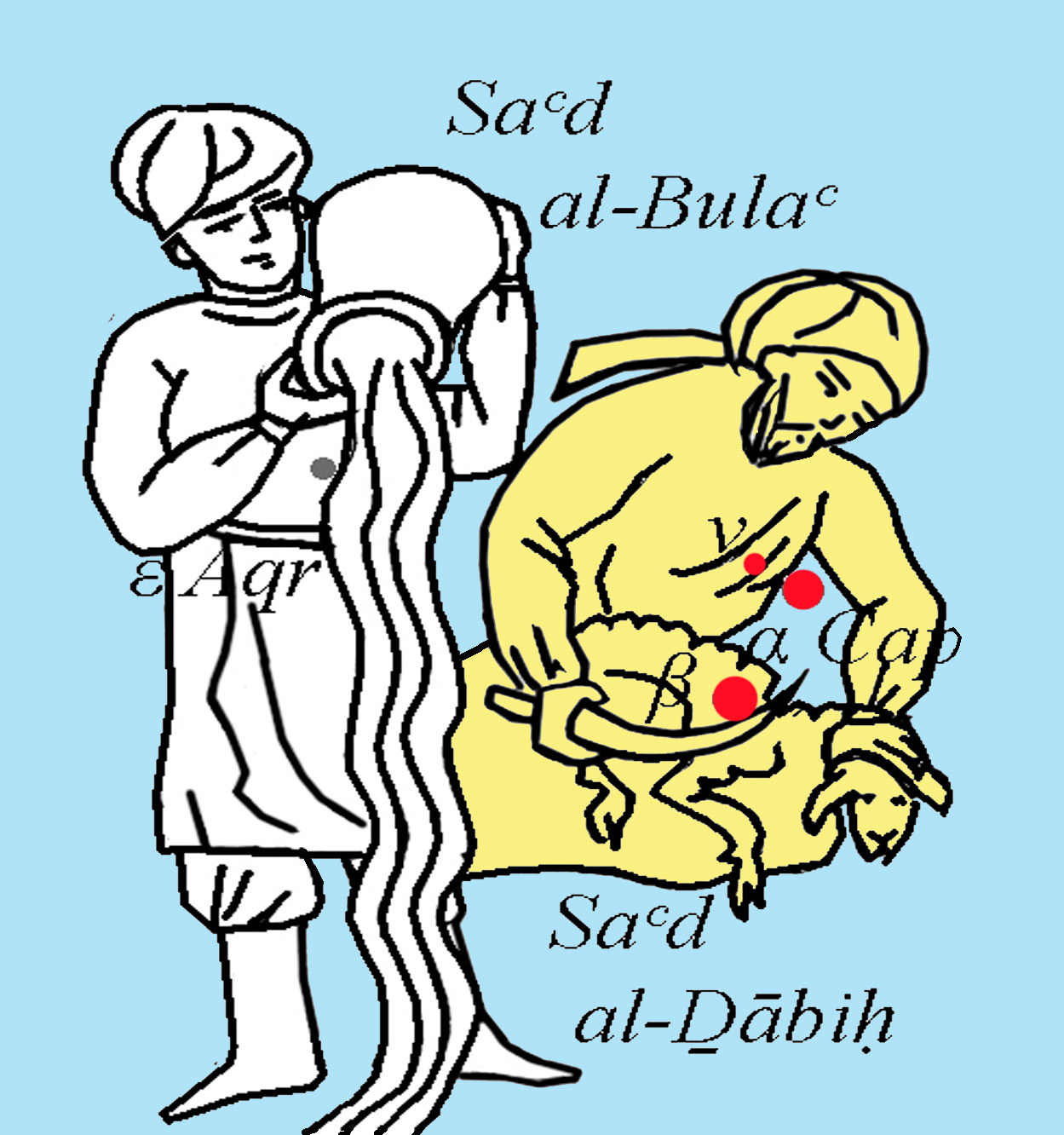
La figure arabeسعد الذابح Saᶜd al-Ḏābiḥ, « la Propice du Sacrificateur »

Le nom Alshat vient du ciel traditionnel arabe où الشاة al-Šāt est « la Brebis », que la tradition a voulu voir comme l’animal égorgé par الذابح « le Sacrificateur », probable épithète divine antique liée à l’istisqā’, soit une cérémonie d’imploration de la pluie devenue, dans le cadre islamique, une demande faite à Allāh. Certains auteurs, comme c’est le cas d’ᶜAbd al-Raḥmān al-Sūfī al-Ṣūfī (964), considèrent cette partie étoile comme faisant partie de la XXe des manāzil al-qamar ou « stations lunaires », nommée سعد الذابح  Saᶜd al-Ḏābiḥ, « la Propice du Sacrificateur », qui s’applique, dans le ciel arabe traditionnel, au couple α et β Cap. 
Christian Ludwig Ideler (1806) donne, dans don édition du traité d'al-Qazwīnī (XIIIe s.), la transcription El-Schâ, reprise sous la forme Al Shat par Richard Allen (1899), d’où elle prise comme nom propre dans des catalogues du XXe siècle. C’est le cas de celui de Mansur Hanna Judak (1950), ou de celui de Jack W. Rhoads (1971).

## Propriétés
Nu Capricorni est référencée comme une étoile binaire par Eggleton et Tokovinin (2008). Le membre principal, Nu Capricorni A, est une étoile de la séquence principale ou sous-géante de type spectral B (couleur bleu-blanc). Cette étoile a une magnitude apparente de +4,77. 
Son compagnon, Nu Capricorni B, est une étoile de magnitude 11,8 à une distance angulaire de 54,1 secondes d'arc de l'étoile principale. Gaia montre que ce compagnon est en fait bien plus loin de la Terre que Nu Capricorni A, indiquant que la proximité apparente entre les deux étoiles n'est qu'une coïncidence.